# Wappen von Hamburg (Schiff, 1955)
Die Wappen von Hamburg war ein ehemaliges deutsches Seebäderschiff. Das 1955 gebaute Schiff der HADAG Seetouristik und Fährdienst AG war das erste von drei Schiffen mit diesem Namen (von denen die dritte Wappen von Hamburg, aus dem Jahr 1965, das bekannteste war). Sie wurde für den Helgoland-Fährbetrieb gebaut. Eine technische Besonderheit der ersten Wappen von Hamburg und ihres zwei Jahre jüngeren Schwesterschiffs war der dieselelektrische Antrieb. Dabei produzierten fünf Maybach-Dieselmotoren mit Generatoren den Strom für die beiden elektrischen Gleichstrom-Fahrmotoren mit einer Leistung von 6000 PS. Über ein ähnliches Antriebskonzept verfügten auch die Eisenbahnfährschiffe Theodor Heuss und Deutschland auf der Vogelfluglinie. Das Schiff war zuletzt in Privatbesitz, lag in nicht fahrbereitem Zustand als Aurora in Stockton, Kalifornien, und sollte restauriert werden. An seinem Liegeplatz sank das Schiff am 22. Mai 2024 teilweise, wurde daraufhin von der Küstenwache gehoben und ab Januar 2025 auf Mare Island (Vallejo, nördlich von San Francisco) verschrottet.

## Geschichte

### Wappen von Hamburg(1955–1962)

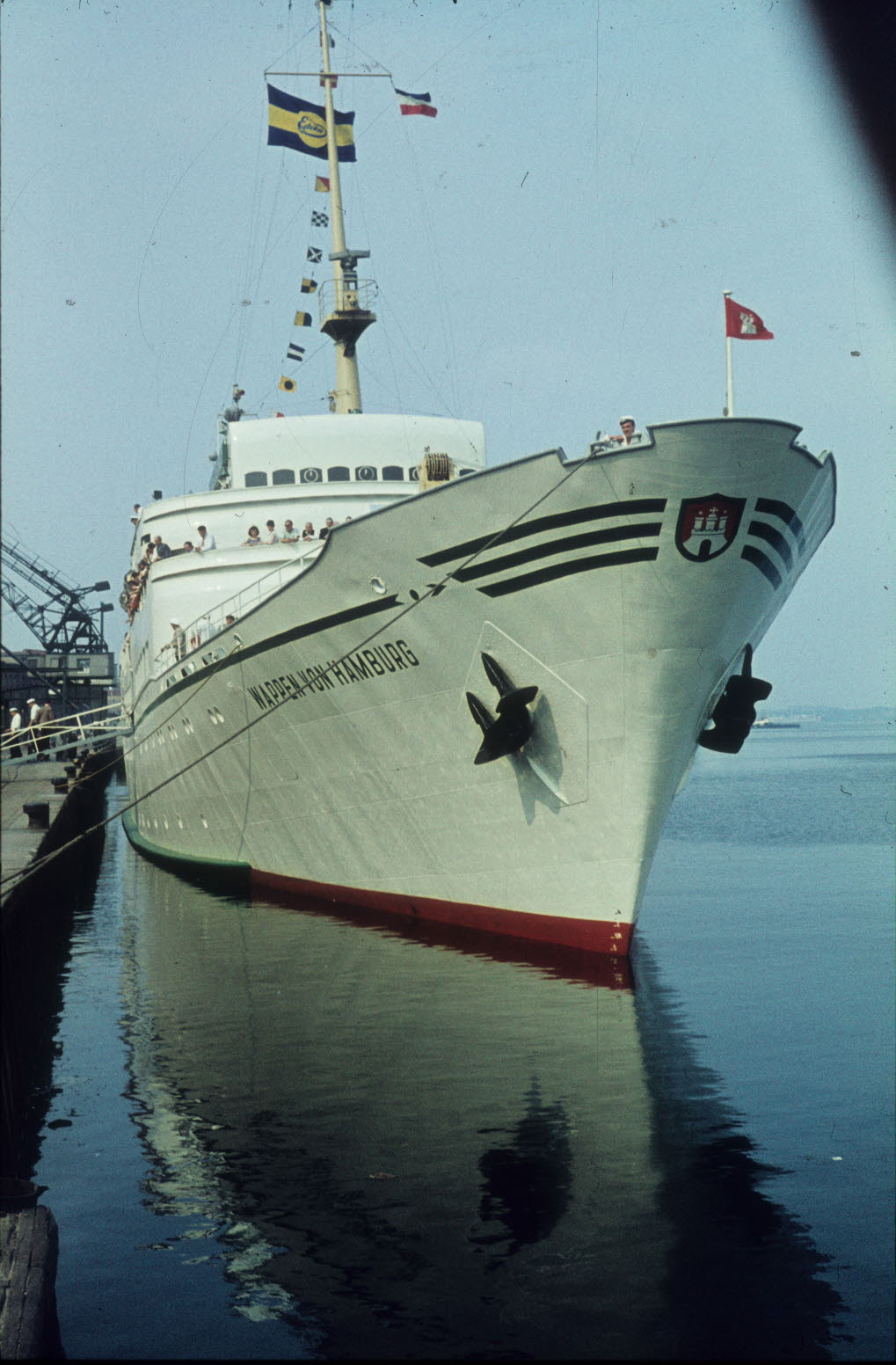
Die Wappen von Hamburg am Bollhörnkai in Kiel, 1959

Bei Blohm & Voss (damals Steinwerder Industrie A.G.) gebaut, wurde sie auf der Route zwischen Hamburg und Helgoland eingesetzt. Aufgrund ihrer mit etwa 17,5 Knoten relativ geringen Geschwindigkeit ersetzte sie die HADAG bereits nach sechs Jahren durch einen Neubau, die zweite Wappen von Hamburg, die mit einer Geschwindigkeit von 21,5 Knoten schneller war. Durch die kürzer dauernde Überfahrt verlängerte sich die Aufenthaltsdauer der Tagestouristen auf Helgoland deutlich.

### Delos(1962–1967)
Das Schiff wurde Ende 1961 für 375.000 Pfund Sterling nach Griechenland verkauft und in Delos umbenannt. Während dieser Zeit hatte das Schiff einen kurzen Auftritt im James-Bond-Film Liebesgrüße aus Moskau als die Yacht von Ernst Stavro Blofeld (S.P.E.C.T.R.E.).

### Wechselnde Namen (1967–2009)
1967 wurde das Schiff nach Kanada verkauft und als Polar Star für Abenteuerreisen in die Polarregionen eingesetzt. 1970 wurde es an West Cruise Lines Ltd verkauft und in Pacific Star umbenannt. 1972 wurde es dann in Xanadu umbenannt, nachdem es von Xanadu Cruises übernommen wurde. 1982 war das Schiff Wohnschiff einer schwimmenden Krabbenfarm. Seit Ende 1982 wurde die ehemalige Wappen von Hamburg nicht mehr reaktiviert und mehrfach verkauft, 1991 wurde ein Umbau als Kinderhospital in der Karibik geplant, was auch nicht realisiert wurde. 1998 erschien der Name Faithful. Nach einem erneuten Verkauf im Jahr 2003 sollte das Schiff in Xanadu2 umbenannt werden, jedoch blieb der alte Name bestehen.

### Aurora(seit 2009)
Am 20. September 2005 traf das Schiff in einem sehr schlechten Zustand unter dem Namen Faithful im Schlepp bei einer Werft in Alameda in der Nähe von San Francisco ein. Dort sollte die Namensänderung in Aurora stattfinden, die vorerst nicht vorgenommen wurde. 2008 wurde die Faithful nach Rio Vista geschleppt. Dort lag sie noch im Dezember 2009. Es gab zwischenzeitlich Pläne für eine Versenkung als künstliches Riff.
Im September 2009 wurde die Faithful in Aurora umbenannt und seitdem wurde das Schiff restauriert. Das Schiff wurde zunächst nach San Francisco verbracht, um dort weiter instand gesetzt zu werden mit dem vorläufigen Ziel, es als Restaurant zu nutzen und mittelfristig wieder in Fahrt zu bringen. Das Schiff wurde kurz zuvor noch im sehr schlechten Zustand wieder mit einem neuen weißen Anstrich versehen. Es gab jedoch Probleme mit der Hafenbehörde von San Francisco, weshalb das Schiff einige Zeit später an einen zur Stadt Stockton gehörenden Liegeplatz im Little Potato Slough 38° 3′ 28″ N, 121° 29′ 58″ W verholt wurde. An diesem etwas abgelegenen Platz im Bereich des Flussdeltas im Nordosten der Bucht von San Francisco wurden die Bemühungen um eine Restaurierung fortgesetzt. Die Restaurierung wurde auf einem eigenen YouTube-Kanal begleitet.
Im Jahr 2023 lagen zwei teilweise gesunkene ehemalige Behördenschiffe backbord an der Aurora. Eines der Schiffe wurde entfernt, das andere verblieb. Am 22. Mai 2024 sank dann auch die Aurora teilweise an ihrem Liegeplatz auf Grund. Getroffene Bemühungen, das eindringende Wasser abzupumpen und das Schiff vor dem Sinken zu bewahren, scheiterten. Anfänglich ging man von austretenden Treibstoffen aus. Das Schiff wurde folglich von der Küstenwache beschlagnahmt, um eine Umweltkatastrophe zu verhindern. Im Juni wurde das Schiff von der Küstenwache gehoben. Als Ursache für das Sinken nannte die Küstenwache mangelnden Unterhalt des Rumpfs. Das Schiff sei seit Jahren nicht in einem Trockendock gewesen und Unterwasserschweißer hätten einen „Schweizer Käse von Löchern“ flicken müssen, um das Schiff heben zu können. Der Eigentümer und Initiator der Restaurierung hatte die Aurora im Jahr zuvor an eine ungenannte Person abgegeben. Laut einem örtlichen Stocktoner Newsportal gehe es nun darum, das Schiff zu entsorgen, und es stelle sich die Frage, wer die hohen Kosten übernimmt.
Am 20. Dezember 2024 wurde das Schiff mittels zweier Schleppkähne zur Werft von Lind Marine bei Vallejo überführt. Im Januar 2025 begannen dort in einem Trockendock (38° 5′ 38″ N, 122° 15′ 50″ W) die Abwrackarbeiten.

## Schwesterschiff
Die Bunte Kuh lief 1957 bei der Norderwerft in Hamburg als Schwesterschiff der Wappen von Hamburg vom Stapel. Ihren Namen hatte sie nach Hermann Nyenkerkens legendärem Führungsschiff Bunte Kuh, welches den Seeräuber Klaus Störtebeker um 1401 zur Strecke brachte. Sie war bis 1962 im Dienst Cuxhaven nach Helgoland in Einsatz. Danach wurde das Schiff als Stella Solaris nach Griechenland verkauft. Nachdem das Schiff 1971 für den Scheich von Katar zur Yacht Naief umgebaut wurde, verliert sich die Spur dieses Schiffes.